# 夜はともだち
夜はともだち（よるはともだち）は、1976年4月5日から1982年10月1日までTBSラジオの月曜日から金曜日の夜の時間帯に放送されていた若者向けのラジオ番組。通称夜とも。
メインパーソナリティ別に、『一慶・美雄』、『生島ヒロシ』、『雄二・小朝』、『松宮一彦（コサラビ）絶好調!』の4期に分かれる。

## 一慶・美雄の夜はともだち

### 概要
- パーソナリティ:小島一慶（月・水・金）、林美雄（火・木）
- 放送期間:1976年4月5日〜1978年3月31日
- 放送時間
  - 月曜 21:30 - 24:00／火 - 金曜 21:10 - 24:00 （1976年4月〜同年9月）
  - 月 - 金曜 21:00 - 24:00（1976年10月〜1977年3月）
  - 月曜 21:40 - 24:00／火 - 金曜 21:20 - 24:00 （1977年4月〜同年9月）
  - 月 - 金曜 21:15 - 24:00（1977年10月〜1978年3月）

それまでの夜のTBSラジオはアダルト向けの番組が中心だったが、当時同じ時間帯で放送されていた『みのもんたのワイドNo1(No.1)』（文化放送）、『大入りダイヤルまだ宵の口』（ニッポン放送）に続き、若者向け夜ワイド番組を投入する形で始まった。パーソナリティには当時、同局の深夜番組『パックインミュージック』で大きな支持を得ていたアナウンサーの小島一慶、林美雄の2人を起用。
番組開始当初は「ヨシ、イッケー!」（2人の名前と「よし行け」という言葉を掛け合わせたもの）が副題のような形となっていた。番組テーマ曲（ジングル）はキャンディーズによるものだった。
2人が街に出て女の子に声を掛け、食事をおごるなどした後スタジオに誘って、女の子に水着姿になってもらうという「赤ずきんちゃん食べちゃうぞ」コーナーが人気となった。1976年8月には、TBSホールにおいて「赤ずきんちゃん100人目選出大会」というイベントが行われた。
この番組からは「夜とも新聞」という番組の情報紙が発行され、紙面には「赤ずきんちゃん〜」での女の子の水着姿の写真も載っていた。

### 主なコーナー
- 夜とも郵便局
- 赤ずきんちゃん食べちゃうぞ
- あなたのハロー・グッバイ
- 話の本棚（森ミドリ）
- 突撃もぐら隊
- おやじのオハコ
- 今日の玉手箱
- 私匿名女の子（出演：大沢悠里）
- ムッシュー&カンパニー
- ROCK SHOW
- 男のライセンス
- 花の学園便り
- かけつけ伝言
- 立ち読みコーナー
- 夜とも課外授業
- ザ・バラエティー

#### 内包番組
- 宇崎竜童のブギウギハウス
- 渥美清 ローマンス劇場 → 渥美清の男性諸君
- 清水健太郎 ナイトレストラン
- 夜のミステリー

## 生島ヒロシの夜はともだちII（セカンド）

### 概要
- パーソナリティ:生島ヒロシ
- アシスタント:山本エミコ（1978年4月〜1979年3月） → 明石真奈、新谷則子（1979年4月〜1979年10月）
- 放送期間:1978年4月3日〜1979年10月5日
- 放送時間
  - 月曜 21:40 - 24:00／火 - 金曜 21:20 - 24:00 （1978年4月〜同年9月）
  - 月 - 金曜 21:00 - 24:00（1978年10月〜1979年3月）
  - 月 - 金曜 21:10 - 24:00（1979年4月〜同年10月）

当時TBS入社3年目だった生島の人気が急上昇するきっかけともなった番組だった。番組のオープニングにリスナーの出席を取るコーナーが存在した。
タイトルは「II」と書いて「セカンド」と読んだ。サブタイトルに「お〜い!きいてるかい?」が付いていた。
番組テーマ曲は岩崎宏美によるものだった。作曲は森田公一
1978年7月5日には、同じTBSのテレビドラマ『ムー一族』の生放送（第8回）と連動しての放送が行われた。

### 主なコーナー
- ハローキャンパス
- フリフリチンチロリクエスト 
リスナーから寄せられた曲のリクエストを出し合って、生島と山本がサイコロで勝負、出た目の数が大きい方などで勝った方のリクエスト曲を放送[3]。
- 星空の二人 〜スターとデート〜
- What's in the World
- ラジオ劇画（『ゴルゴ13』などのラジオドラマを放送）[3]
- ラジオマンガ『ちび泥棒物語』 『がきデカ』
- プレイアカデミー
- ROCK SHOW
- プロ野球情報
- 生島ヒロシのトゥナイト・スペシャル
- 恋のホットライン
生島と山本の二人が、恋するリスナーのキューピッド（恋結び）役を務める[3]。

#### 内包番組
- エミコのなんでも相談室（中山恵美子）
- 赤塚不二夫のギャグラジオ
- マガジンGORO・それゆけスネークマン
- P.S.アイラブユー（岸田智史）
- JALミュージックツアー - アン・ルイス トラベリング・カンパニー
- ザ・バラエティ - 西田敏行パロディカル・ナイト
- トミーのおしゃべりスナック（国広富之）
- タモリのスーパーマンダン
- ザ・青春（三雲孝江）

## 雄二・小朝の夜はともだち

### 概要
- パーソナリティ:山本雄二（月・水・木）、春風亭小朝（火・金）[4]
- 放送期間:1979年10月8日〜1981年10月2日
- 放送時間:月 - 金曜 21:30 - 24:00（1979年10月〜1980年3月） → 22:00 - 24:00（1980年4月〜1981年10月）
- 番組テーマ曲は竹内まりやによるものだった。
- 番組中「夜とも語録」コーナーでは、採用者の中から　最優秀的な作品に選ばれた送り主1名に賞金1万円が贈られた[5]。

### 主なコーナー
- 22:05 プレイアカデミー → 沖田浩之 ミート・ザ・ヒーロー
- 22:15 タモリのスーパーマンダン → 夜とも夢売りカンパニー（山本雄二、すどうかづみ、小堺一機が共演） → 宮崎美子の元気ですか!
- 22:25 ゴダイゴワールド・ハッピートーク〜小朝のハッピートーク
- 22:45 マガジンGORO・それゆけスネークマン → おとぼけロックンロールショー（ダディ竹千代&東京おとぼけCATS）
- 23:00 岸田智史の部屋〜サウンド・ストック（松宮一彦）
- 23:10 JALミュージックツアー-アン・ルイストラベリングカンパニー → 今夜も一慶・アンじます（アン・ルイス、小島一慶）
- 23:20 ザ・バラエティ-西田敏行パロディカル・ナイト → 林美雄のとんでもナイト → おすぎとピーコのスキャンダルナイト
- 23:20 ニュース
- 23:45 ザ・青春（三雲孝江）

## 夜はともだち 松宮一彦（小堺ラビット）絶好調!

### 概要
- パーソナリティ:松宮一彦（月・火・水・金）、コサラビ（小堺一機、ラビット関根、木曜）
- 放送期間:1981年10月5日〜1982年10月1日
- 放送時間:月 - 金曜 21:40 - 23:50（1981年10月〜1982年3月） → 21:00 - 23:50（1982年4月〜同年9月）
- 番組テーマ曲はオリジナル踏襲ではなくベンチャーズの夜空の星。

木曜日は、松宮一彦にテレビ番組『ザ・ベストテン』の追っかけマンとしての生放送の仕事があるため、代わりにコサラビ（コサキン）の2人がパーソナリティとなった。最初に担当した1981年10月8日放送分が『コサキンDEワァオ!』の第1回放送としてナンバリングされており、以後放送時間や番組名に変動こそあったものの、2009年10月まで続く事となった（2020年からは年1〜2回のペースで特別番組として復活している）。
コサラビにおいては、小堺は櫻井よしこ、関根は加山雄三の物真似をやるという第1回目の放送だったが、この時はしゃべりがうまく行かず、はがきの数も2、3枚だったという（詳しくはコサキンDEワァオ!の項を参照）。このような状態が2〜3回続き、2人は徐々に番組に対する意気をなくしていったため番組を降りることを決意した。だが、自ら番組を降りるのではなくTBSから降板を命じられた方がいいということで放送内で長嶋茂雄や高島忠夫の物真似や“意味ねー”擬音を頻繁に発するなど放送事故に近い、半ばヤケ気味で放送をしたところ、徐々に人気が出始めた。
以降、1982年2月から3月にかけて徐々に意味のない内容のはがきが集まったり、1曲目に変わった曲や時代錯誤的な曲をかけるなど、2009年3月の最終回まで踏襲された番組の方向性が出来上がっていった。
初期に二人が言っていた番組キャッチフレーズは「意味ねぇ、似てねぇ、つまんねぇ」
ヤケ気味放送に手応えを感じ始めた二人は番組に「ファンの集い」の開催を直訴。しかし番組プロデューサーは「600枚の参加希望ハガキ」の条件を課す。リスナーはひとりで数十枚のハガキを書くなどの手段を講じてノルマを超える数字でクリアし1982年3月、満員のTBSホールで「コサラビファンの集い」を開催。ゲストは中森明菜、小柳みゆき、大友久美、飛び入りで松宮一彦。この時、番組の構成作家鶴間政行は上下グリーンの衣装で登場。ちなみにTBSホールの定員は300名。
コサキンの番組内で“裸足の杉浦さん”と言われている杉浦ディレクターはこの時の担当であり、「リカちゃんトリオの歌」（初めてかかったのは1982年7月8日の放送）はこの時にリスナー間で盛り上がった。また、この年の9月には「ケロヨンのうた」が放送されている。
この当時、松宮が担当する他の4曜日では「横浜こどもクラブ」「上尾くりきんとんクラブ」など番組が公認したリスナーグループがあった。それならコサラビでもと、リスナーが申し出たリスナーグループを2人がどんどん公認していったが、そのうち収拾が付かなくなり自然消滅したという。

### 主なコーナー
- エミ子の長いつきあい（中山恵美子）
- ザ・ヒットパレード（小川哲哉） - 1982年3月までは単独番組
- 22:00 沖田浩之 ミート・ザ・ヒーロー → 今夜もごきげんペッパーズ!
- 22:10 宮崎美子の元気ですか!（小堺一機もこの番組で共演） → 宮崎美子 ファン・ファン・ファン
- 22:25 小朝のハッピートーク
- 22:40 るんるんダイヤル
- 22:45 横浜銀蝿只今参上 → ハラハラクラブ〜ハラボー言葉にご用心 （原由子。横浜銀蝿の後番組）
- 23:00 絶調コーナー → サイエンスランド〜松宮一彦の科学るラジオ
- 23:10 ザ・バラエティ - おすぎとピーコのスキャンダルナイト
- 23:25 聞いて聞いて電話大賞
  - 毎日違ったテーマごとにリスナーの意見を電話で受け付け、その中で面白いものを紹介していた。1982年1月のあるコサラビの日のテーマ「テレビ・ラジオの疑問点」から『巨人の星』ネタが約1か月間盛り上がり、これがコサキン初のブームらしきものといわれる。
- 23:30 ニュース
- 23:40 ザ・青春（三雲孝江） → ポップス最前線 → シブがき隊の青春キャッチボール

## 放送時間の変遷
| 放送期間 | 放送期間 | 月曜日                 | 火曜日 - 金曜日        |
| -------- | -------- | ---------------------- | ---------------------- |
| 1976.04  | 1976.09  | 21:30 - 24:00（150分） | 21:10 - 24:00（170分） |
| 1976.10  | 1977.03  | 21:00 - 24:00（180分） | 21:00 - 24:00（180分） |
| 1977.04  | 1977.09  | 21:40 - 24:00（140分） | 21:20 - 24:00（160分） |
| 1977.10  | 1978.03  | 21:15 - 24:00（165分） | 21:15 - 24:00（165分） |
| 1978.04  | 1978.09  | 21:40 - 24:00（140分） | 21:20 - 24:00（160分） |
| 1978.10  | 1979.03  | 22:00 - 24:00（180分） | 22:00 - 24:00（180分） |
| 1979.04  | 1979.09  | 21:10 - 24:00（170分） | 21:10 - 24:00（170分） |
| 1979.10  | 1980.03  | 21:30 - 24:00（150分） | 21:30 - 24:00（150分） |
| 1980.04  | 1981.09  | 22:00 - 24:00（120分） | 22:00 - 24:00（120分） |
| 1981.10  | 1982.03  | 21:40 - 23:50（130分） | 21:40 - 23:50（130分） |
| 1982.04  | 1982.09  | 21:00 - 23:50（170分） | 21:00 - 23:50（170分） |

## 出演者の変遷
| 期間    | 期間    | パーソナリティ | パーソナリティ | パーソナリティ | パーソナリティ | パーソナリティ | アシスタント      |
| 期間    | 期間    | 月曜日担当     | 火曜日 担当    | 水曜日担当     | 木曜日担当     | 金曜日担当     | アシスタント      |
| ------- | ------- | -------------- | -------------- | -------------- | -------------- | -------------- | ----------------- |
| 1976.04 | 1978.03 | 小島一慶       | 林美雄         | 小島一慶       | 林美雄         | 小島一慶       | ‐                 |
| 1978.04 | 1979.03 | 生島ヒロシ     | 生島ヒロシ     | 生島ヒロシ     | 生島ヒロシ     | 生島ヒロシ     | 山本エミコ        |
| 1979.04 | 1979.09 | 生島ヒロシ     | 生島ヒロシ     | 生島ヒロシ     | 生島ヒロシ     | 生島ヒロシ     | 明石真奈 新谷則子 |
| 1979.10 | 1981.09 | 山本雄二       | 春風亭小朝     | 山本雄二       | 山本雄二       | 春風亭小朝     | ‐                 |
| 1982.10 | 1982.09 | 松宮一彦       | 松宮一彦       | 松宮一彦       | コサラビ       | 松宮一彦       | ‐                 |